# بيراما (إوانينا)
بيراما (Πέραμα) هي مدينة في إوانينا في مقاطعة كينتريكي إلادا في اليونان.